# Zee Alwan
Zee Alwan (arabe: زي ألوان) est une chaîne de télévision par satellite lancée le 10 juillet 2012. Elle appartient à Zee Entertainment Enterprises et son siège est à Dubaï, en plus d'un bureau en Arabie saoudite,,.
La chaîne diffuse une variété de programmes indiens doublés en arabe, notamment des séries télévisées, des programmes de cuisine, des programmes de santé et de beauté, des sports, du tourisme, des voyages, etc., en plus de séries et de films turcs et de nombreuses émissions et programmes en arabe. La chaîne propose chaque mois plus de 180 heures de nouveaux programmes. Un montant de 100 millions de dollars a été investi dans la chaîne afin de renforcer la présence croissante de la production cinématographique et dramatique indienne dans la région arabe.
La chaîne fait partie du Zee Entertainment Enterprises, affilié au groupe Essel, détenu par l'homme d'affaires indien Subhash Chandra. Il s'agit de la deuxième chaîne arabe de son bouquet de chaînes de télévision après la chaîne Zee Aflam, dédiée aux films cinématographiques indiens, aux films turcs et aux programmes jeunesse, lancée en 2008. De nombreuses séries indiennes ont été diffusées sur Zee Alwan, qui ont connu du succès et un grand nombre de vues.

## Identité visuelle

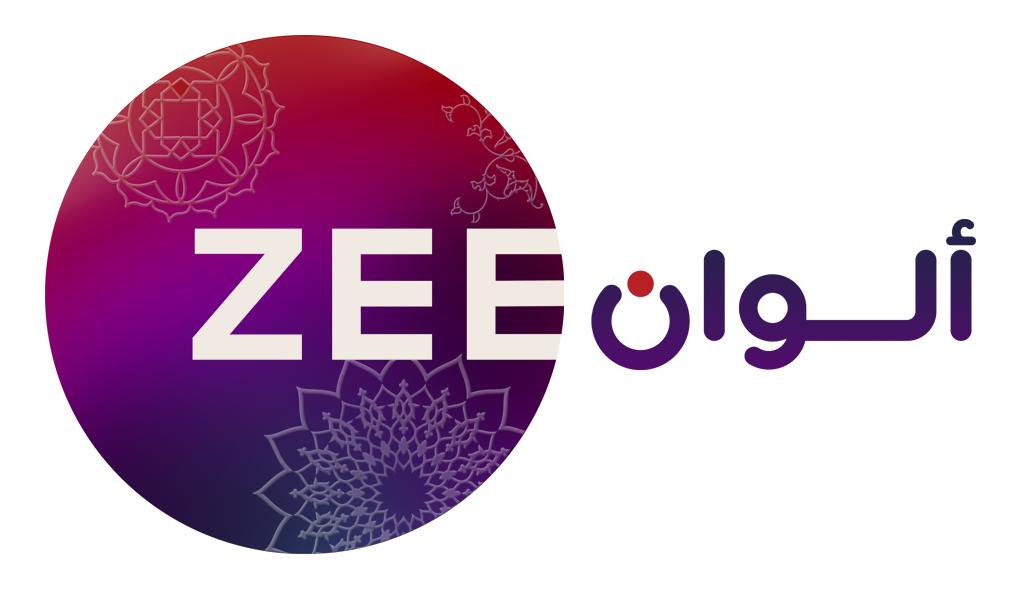
Logo de Zee Alwan de 2017 à 2025
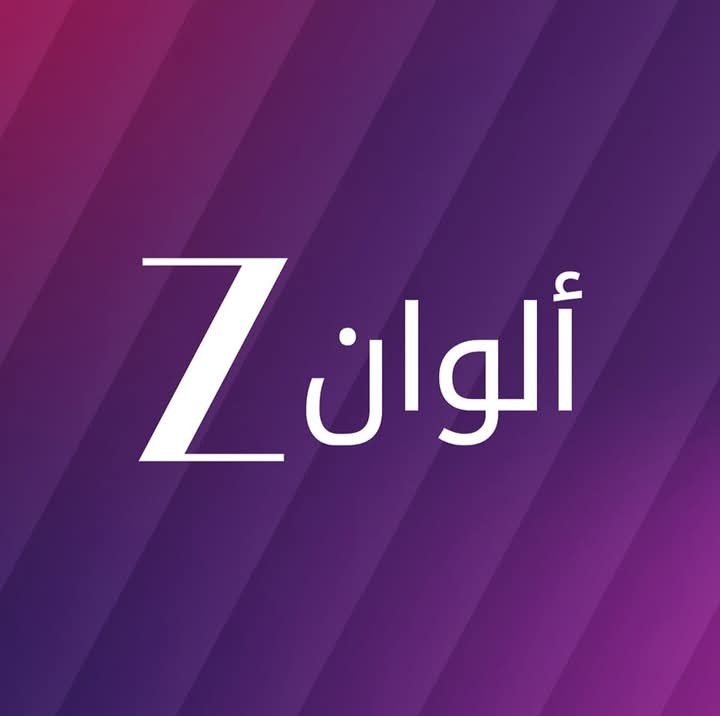
Logo de Zee Alwan depuis 2025

## Voir également
- Zee Aflam
- Zee TV